# National Book Foundation’s Medal for Distinguished Contribution to American Letters
Die Medal for Distinguished Contribution to American Letters wird von der National Book Foundation seit 1988 als Ehrenpreis für ein Lebenswerk vergeben.

## Preisträger
- 1988: Jason Epstein
- 1989: Daniel J. Boorstin
- 1990: Saul Bellow
- 1991: Eudora Welty
- 1992: James Laughlin
- 1993: Clifton Fadiman
- 1994: Gwendolyn Brooks
- 1995: David McCullough
- 1996: Toni Morrison
- 1997: Studs Terkel
- 1998: John Updike
- 1999: Oprah Winfrey
- 2000: Ray Bradbury
- 2001: Arthur Miller
- 2002: Philip Roth
- 2003: Stephen King
- 2004: Judy Blume
- 2005: Norman Mailer
- 2006: Adrienne Rich
- 2007: Joan Didion
- 2008: Maxine Hong Kingston
- 2009: Gore Vidal
- 2010: Tom Wolfe
- 2011: John Ashbery
- 2012: Elmore Leonard
- 2013: E. L. Doctorow
- 2014: Ursula K. Le Guin
- 2015: Don DeLillo
- 2016: Robert A. Caro
- 2017: Annie Proulx
- 2018: Isabel Allende
- 2019: Edmund White
- 2020: Walter Mosley
- 2021: Karen Tei Yamashita
- 2022: Art Spiegelman